# Rio Turvo (Rio Grande do Sul)
O rio Turvo é um rio brasileiro do estado do Rio Grande do Sul, pertencente à Bacia Hidrográfica dos Rios Turvo, Santa Rosa e Santo Cristo. Sua nascente está localizada no município de Palmeira das Missões. Sua foz ocorre no rio Uruguai, na fronteira dos municípios de Esperança do Sul e Derrubadas.
O Rio Turvo banha os municípios de Palmeira das Missões, Santo Augusto, Coronel Bicaco, Campo Novo, Braga, Bom Progresso, Miraguaí, Três Passos, Tenente Portela, Esperança do Sul e Derrubadas.